# Gritador-do-nordeste
Corre-ramos-nordestino, trepador-do-nordeste ou gritador-do-nordeste (nome científico: Cichlocolaptes mazarbarnetti) era uma espécie de ave da família Furnariidae, extinta no ano de 2018.
Endêmica do Brasil, podia ser encontrada nos estados de Alagoas e Pernambuco. Foi descrita em 2014, e seus descritores recomendaram que a ave fosse classificada como em perigo crítico. Entretanto, alguns autores consideram-na extinta, pois os últimos registros da espécie havia sido feitos em 2005 e 2007.

## Distribuição geográfica e habitat
O gritador-do-nordeste era endêmico das florestas do Interior de Pernambuco, localizadas nos estados de Alagoas e Pernambuco, no Nordeste do Brasil. Apenas duas localidades de ocorrência eram conhecidas. A primeira no município de Murici, Alagoas, onde resta menos de 2000 hectares de área florestal. A segunda no município de Jaqueira, Pernambuco, na Reserva Privada de Frei Caneca e áreas adjacentes.

## Conservação
A espécie foi descrita em 2014 com base em exemplares coletados na década de 1980. Os autores responsáveis pela descrição recomendaram que a ave fosse classificada como "em perigo crítico", de acordo com os critérios da União Internacional para a Conservação da Natureza e dos Recursos Naturais (IUCN), devido a restrição geográfica, baixa densidade populacional e fragmentação e destruição do habitat.
Os últimos avistamentos do gritador-do-nordeste ocorreram em 2005 na Reserva Privada de Frei Caneca e em 2007 no município de Murici. Buscas posteriores não conseguiram localizar nenhum exemplar nas áreas de habitat conhecidas, e alguns autores consideram-na extinta desde 2014.
Em 2018 a espécie foi considerada definitivamente extinta.